# Ophiomyia vegeta
Ophiomyia vegeta är en tvåvingeart som beskrevs av Spencer 1977. Ophiomyia vegeta ingår i släktet Ophiomyia och familjen minerarflugor. Inga underarter finns listade i Catalogue of Life.